# Конвой P-512
Конвой P-512 — японський конвой часів Другої світової війни, проведення якого відбувалось у травні 1943 року.
Місцем призначення конвою був Рабаул — головна база японців у архіпелазі Бісмарка, з якої вони провадили операції на Соломонових островах та сході Нової Гвінеї. Вихідним пунктом при цьому став важливий транспортний хаб японців Палау у західній частині Каролінських островів. До складу конвою P-512 увійшли транспорти «Інгленд-Мару», «Нагано-Мару», «Дайнічі-Мару» та «Конан-Мару». На їх борту перебували переважно зенітні підрозділи, зокрема 61-й зенітний батальйон (Field Antiaircraft Artillery Battalion), 31-ша окрема зенітна рота (Independent Field Antiaircraft Artillery Company), 22-га та 23-тя польові роти малокаліберної артилерії (Field Machine Cannon Company), 7-ма та 8-ма прожекторні роти.
Ескорт складався із мисливця за підводними човнами CH-22.
12 травня 1943 року судна вийшли з Палау та попрямували на південний схід. О 18:00 17 травня в районі за 200 км на північний схід від острова Манус (острови Адміралтейства) конвой атакував підводний човен Grayback, який торпедував та потопив «Інгленд-Мару». Судно перевозило 1500 військовослужбовців, з яких загинули 232 особи. Крім того, безповоротні втрати включали 13 членів екіпажу.
Під вечір 19 травня P-512 прибув до Рабаула.